# Mustafa Balel

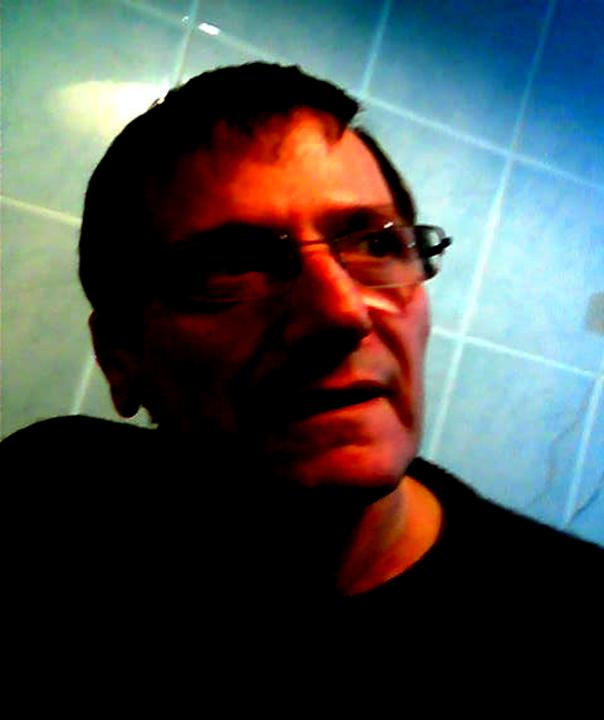
Mustafa Balel.

Mustafa Balel, född 1 september 1945 i Sivas, Turkiet, är en turkisk författare och översättare.
Det är den doktorand- universitetar av Gazi utbildning i Ankara (1968). Det skrev kort romaner och redogör socialt och psykologiskt. Dess arbeten översattes in i franska, rumänen, bulgaren, persan, engelskt och portugisiskt.